# Quentin Kral
 (janvier 2025).
Quentin Kral (né en 1985) est un astronome-adjoint français.

## Biographie
Quentin Kral travaille à l'observatoire de Paris. Il enseigne à l'Observatoire de Paris et étudie les systèmes planétaires au sens large, et en particulier les disques de débris. Il a fait ses études à l'ENS Ulm et l'Observatoire de Paris. Il a obtenu son doctorat à l'Observatoire de Paris en 2014 pour lequel il a été récompensé par le prix de thèse de la Société française d'astronomie et d'astrophysique en 2015. Il est post-doctorant à Cambridge pendant 4 ans avant d'obtenir un poste d'astronome-adjoint en 2018 à l'Observatoire de Paris. En 2024 il obtient son Habilitation à diriger des recherches.
Il a publié une centaine d'articles scientifiques dans des revues à comité de lecture, notamment dans Nature Astronomy.
Quentin Kral est le responsable, de L'Encyclopédie des planètes extrasolaires qui est une base de données référençant les exoplanètes connues à ce jour.
Quentin Kral propose dans un article publié le 3 décembre 2024 dans la revue Astronomy & Astrophysics une nouvelle théorie sur l'origine de l'eau sur Terre qui proviendrait d'un bain de vapeur d'eau qui se forme lorsque la lumière solaire atteint les astéroïdes primordiaux initialement glacés qui se mettent alors à dégazer,,,. Ce mécanisme explique aussi les observations d'eau sur les autres planètes telluriques et la Lune et pourrait aussi fonctionner dans des systèmes extrasolaires.